# Paul Kern
Paul Kern, nemški general in vojaški zdravnik, * 30. julij 1892, † 22. januar 1947.